# Неравенство Больцмана
Нера́венство Бо́льцмана — неравенство, связывающее любую функцию распределения, удовлетворяющую уравнению Больцмана, и интеграл столкновений.

## Формулировка
Для любой функции распределения {\displaystyle f}, удовлетворяющей уравнению Больцмана, выполняется неравенство 
{\displaystyle \int (\ln f)Q(f,f){\frac {{\rm {d}}\mathbf {p} }{m}}\leqslant 0,}
где {\displaystyle Q(f,f)} — интеграл столкновений, {\displaystyle \mathbf {p} } — импульс, {\displaystyle m} — масса частиц. Знак равенства при этом достигается в том и только том случае, когда {\displaystyle f(\mathbf {p} )=\exp \left({a+\left(\mathbf {b} ,{\frac {\mathbf {p} }{m}}\right)+c\,{\frac {p^{2}}{m^{2}}}}\right),} что соответствует распределению Максвелла (здесь {\displaystyle a} и {\displaystyle c} — скалярные, а {\displaystyle \mathbf {b} } — векторная константы; внутренние круглые скобки обозначают скалярное произведение векторов).

## Доказательство
Доказательство есть в известной книге К. Черчиньяни.